# Фалермор
Фалермор (нем. Vaalermoor) — община в Германии, в земле Шлезвиг-Гольштейн. 
Входит в состав района Штайнбург. Подчиняется управлению Шенефельд.  Население составляет 141 человек (на 31 декабря 2010 года). Занимает площадь 6,22 км².